# Centrum Bank
Die 1993 gegründete Centrum Bank Aktiengesellschaft war eine private Bank mit Hauptsitz in Vaduz im Fürstentum Liechtenstein. Die Centrum Bank war mit einer Tochtergesellschaft auch in der Schweiz vertreten. Diese war eine juristisch eigenständige, hundertprozentige Tochtergesellschaft der Centrum Bank AG in Vaduz.
Die Bank beschäftigte an den beiden Standorten Vaduz und Zürich ca. 130 Mitarbeiter (31. Dezember 2009).
Als reine Privatbank für nationale und internationale Kunden konzentrierte sich die Centrum Bank auf die Kernkompetenzen Vermögensverwaltung und Anlageberatung. Neben dem Anlagegeschäft bot die Privatbank auch Kredite an.
Die Bank wies stabile und klare Eigentumsverhältnisse auf und war nicht börsennotiert. Die Mehrheit der Aktien wird von der Eigentümerfamilie kontrolliert. Mitglieder der Liechtensteiner Familie waren in dritter Generation in der Unternehmensgruppe tätig.
Gemäss gemeinsamer Mitteilung und der VP Bank vom 1. Dezember 2014 wurde für den Januar 2015 eine Fusion zwischen den beiden Instituten vorgesehen. Die VP Bank übernahm nach der aufsichtsbehördlichen Genehmigung zum 7. Januar 2015 die Aktien der Centrum Bank von der Marxer Stiftung für Bankwerte, während sich die Stiftung gleichzeitig an der VP Bank in derselben Höhe beteiligte. Das Unternehmen firmiert nach der Fusion unter dem Namen VP Bank AG.

## Standorte
- Vaduz, Liechtenstein (Architekt: Hans Hollein)
- Zürich, Schweiz